# Embalse de Itezhi-Tezhi
El embalse de Itezhi-Tezhi se encuentra en el río Kafue, el mayor afluente del río Zambeze, en la provincia Central, en Zambia. Al norte de la presa, en la orilla izquierda del río, se encuentra la población de Itezhi-Tezhi, con unos 4000 habitantes, en su mayor parte empleados de ZESCO, la compañía eléctrica del gobierno.
El embalse, de 390 km², unos 50 km de largo por 10 km de ancho, inunda una sección del Parque nacional Kafue. El propósito inicial del embalse fue convertirse en una reserva de agua para alimentar la central hidroeléctrica de la presa Kafue Gorge, a unos 260 km río abajo, en un lugar donde la topografía no permite crear un gran embalse. El río Kafue, como muchos en el centro de África meridional, tiene una gran variabilidad estacional, con inundaciones en la época de las lluvias y veinte veces menos caudal a finales de la época seca. 

## La presa
La presa, de 1800 m de longitud y 62 m de altura, se construyó en el estrecho de Itezhi-Tezhi entre 1974 y 1977. Aquí, el río gira hacia el sudeste y atraviesa una elevación formada por una serie de colinas tras las cuales se encuentran los Llanos del Kafue, una vasta llanura de 240 km de longitud y 50 km de anchura, formada por pantanos, lagos abiertos y zonas de inundación.
En 2011 se inició la construcción de una central hidroeléctrica en Itezhi-Tezhi. Acabada en 2015, esta proporciona 120 MW y está operada por la Itezhi Tezhi Power Company (ITPC), una empresa conjunta entre ZESCO, la compañía eléctrica del gobierno de Zambia, y TATA África. La EPCM (Ingeniería, Adquisiciones, Gestión de Construcción) es gestionada por Sinohydro, y las dos turbinas de 60 MW han sido suministradas por Alstom.

## Impacto del embalse
El impacto se produce en los ricos Llanos del Kafue, cuyo ecosistema depende de las crecidas del río y los periodos secos. Las inundaciones en época de lluvias, entre marzo y abril proporcionaban una importante carga de nutrientes, y cuando retrocedían las aguas, la hierba crecía rápidamente para alimentar a un gran número de herbívoros, entre ellos, antílopes, búfalos y el ganado local. 
La presa ha reducido tanto la subida de las aguas como el retroceso. Está previsto mantener un flujo de 300 m³/s para inundar los Llanos del Kafue y mantener los ciclos naturales. Sin embargo, la producción de energía eléctrica es prioritaria, y en años de escasez de lluvias no se puede mantener. Las consecuencias son una reducción en la producción de pescado, un descenso en la población de animales salvajes como los kobus leche y los sitatunga, y un perjuicio para los ganaderos. Puesto que la inundación no alcanza los niveles anteriores, en las llanuras la hierba no crece igual que antes y los árboles se han adueñado del paisaje. Finalmente, la incerteza de la inundación ha perjudicado los asentamientos humanos.